# Cheryl Miller
Cheryl Deann Miller (ur. 3 stycznia 1964 w Riverside) – amerykańska koszykarka, mistrzyni świata oraz olimpijska, trenerka koszykarska, dziennikarka, prezenterka i komentatorka spotkań koszykarskich, aktualnie trenerka drużyny z Langston University.
Podczas jednego ze spotkań w barwach Riverside Polytechnic High School zdobyła 105 punktów w konfrontacji z drużyną Notre Vista High School (26.01.1982). Wybierano ją czterokrotnie do składu Parade All-American High School Team (1978-1982), została dwukrotną laureatką nagrody – Street & Smith's Player of the Year (1981, 1982) oraz Dial Award (1981).
Jest pierwszą w historii zawodniczką, która wykonała oficjalnie wsad do kosza (1982).
W 1985 roku jako zawodniczka USC Trojans ustanawiała trzykrotnie nowy rekord uczelni pod względem liczby punktów zdobytych w jednym spotkaniu. Zdobyła 40 punktów w spotkaniu z Cal State Fullerton, 43 przeciw Luizjana Tech oraz 45 przeciw Arizonie.
Opuściła University of Southern California jako liderka Trojans w liczbie zdobytych punktów (3 018), zbiórek (1 534) oraz najwyższej średniej zdobywanych punktów (22,3).
W latach 1997–2000 pełniła zarówno funkcję głównej trenerki, jak i generalnej menedżerki w zespole Phoenix Mercury.
Prywatnie jest siostrą członka Koszykarskiej Galerii Sław – Reggiego Millera oraz Darrella Millera, łapacza/zapolowego w Major League Baseball.
Pracowała jako dziennikarka i prezenterka dla TNT Sports (NBA on TNT’s Thursday), Turner Sports (NBA on TBS), NBA TV, ESPN, ABC Sports (ABC's Wide World of Sports), NBC (komentatorka igrzysk olimpijskich w Atlancie – 1996). Można ją zobaczyć oraz usłyszeć w seriach gier 2K Sports oraz NBA 2K.

## Osiągnięcia

### NCAA
- 2-krotna mistrzyni NCAA (1983, 1984)[3]
- Uczestniczka rozgrywek NCAA Final Four (1986)
- Zawodniczka Roku:
  - NCAA im. Jamesa Naismitha (1984–1986)[3]
  - WCAA (1984, 1985)[4]
  - Pac West (1986)[4]
- 2-krotna MOP (Most Outstanding Player) turnieju NCAA (1983, 1984)[3]
- Laureatka:
  - Wade Trophy (1985)[5]
  - Honda Sport Award (1984, 1985)[6]
  - Honda-Broderick Cup (1984)[7]
  - ESPN Female Athlete of the Year (1984-1985 )[3]
  - Black Achievement Award in Sports (1984)[4]
- Wybrana do składów:
  - All-American (1983–1986)[3]
  - All-WCAA First Team (1983–1985)[4]
- Uczelnia USC zastrzegła należący do niej numer 31 (listopad 2006)[3]

### Indywidualne
- Wybrana do:
  - Galerii Sław Koszykówki FIBA (2010)[3]
  - Koszykarskiej Galerii Sław im. Jamesa Naismitha (1995)[5]
  - Żeńskiej Galerii Sław Koszykówki (1999)[8]
  - Galerii Sław Sportu Kalifornii (2008)[9]
- Zawodniczka Dekady (lata 80. XX w.) według Women's Basketball Coaches Association (WBCA)[3]
- Najlepsza zawodniczka akademicka w historii NCAA według magazynu Sports Illustrated (1986)[5]
- Laureatka:
  - Todays Top VI Award (1987)
  - Humanitarian Award (2007 od NBA Legends Association)[9]

### Reprezentacja
- Mistrzyni świata (1986)[3]
- Mistrzyni olimpijska (1984)[3]
- Mistrzyni igrzysk panamerykańskich (1983)[3]
- Mistrzyni Igrzysk Dobrej Woli (1986)[3]
- Zdobywczyni Pucharu R. Williama Jonesa (1984)
- Wicemistrzyni świata (1983)[3]
- 2-krotna Atletka Roku – USA Basketball Female Athlete of the Year (1984, 1986)[10]
- Liderka igrzysk olimpijskich w:
  - przechwytach (1984)
  - skuteczności rzutów z gry (1984 – 66,1%)[11]

Trenerskie
- Finalistka WNBA (1998)
- NCAA Sweet Sixteen (1987, 1988 jako asystentka trenera)